# Théorème d'Hoffman-Singleton
 (juillet 2013).
Si vous disposez d'ouvrages ou d'articles de référence ou si vous connaissez des sites web de qualité traitant du thème abordé ici, merci de compléter l'article en donnant les références utiles à sa vérifiabilité et en les liant à la section « Notes et références ».
Le théorème d'Hoffman-Singleton est un théorème de théorie des graphes, prouvé en 1960 par Alan Hoffman et Robert Singleton. Ce théorème établit que tout graphe de Moore de diamètre 2 ne peut avoir qu'un degré {\displaystyle d} égal à 2, 3, 7 ou 57.

## Exemples de graphes de Moore

Le pentagone est un graphe de Moore à 5 sommets ({\displaystyle d=2}).
Le graphe de Petersen est un graphe de Moore à 10 sommets ({\displaystyle d=3}).
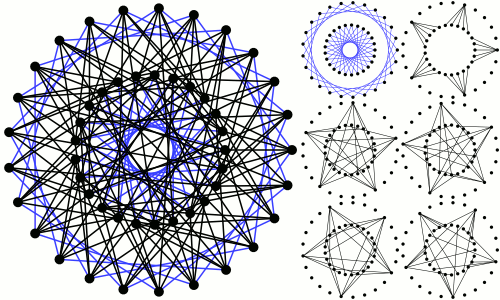
Le graphe de Hoffman-Singleton est un graphe de Moore à 50 sommets ({\displaystyle d=7}).

L'existence d'un graphe de Moore de diamètre 2 de degré {\displaystyle d=57} possédant 3250 sommets est encore un problème ouvert.

## Formulation algébrique
Théorème — 
Soit {\displaystyle A\in \mathrm {M} _{n}(\mathbb {R} )} une matrice symétrique à coefficients 0 ou 1 de trace nulle. S'il existe {\displaystyle d\geq 1} vérifiant :
alors {\displaystyle d\in \{1,2,3,7,57\}}.

### Référence
Sujet ENS 1986 section A1 épreuve de MATH.2